# رضا خواجه‌نوری
رضا خواجه‌نوری از یاران میرزا کوچک خان و مدتی حاکم لاهیجان بود.
رضا خواجه‌نوری در سال ۱۲۵۴ خورشیدی زاده شد. او از نوادگان محمدحسن خان نوری (برادر میرزا آقاخان نوری) بود و لقب معزالسلطنه داشت. او به همراه مجاهدان مازندران، احسان‌الله خان دوستدار و به سرکردگی سالار فاتحِ توانستند تنکابن را از دست امیراسعد بیرون بیاورند. او سپس به نهضت جنگل پیوست و تا پایان کار میرزا کوچک‌خان از یاران او بود. چندی نیز حاکم لاهیجان شد. بعد از حاکم شدن تیمورتاش بر گیلان و سرکوب مجاهدان جنگل که منجر به دار زدن دکتر حشمت شد، خواجه‌نوری که در نهضت گیلان به «خواجوی» معروف شده بود، به علت بیماری به تهران تبعید شد. او سپس به شوروی رفت اما به خاطر این‌که مقرری دولت شوروی کفاف مخارج او را نمی‌داد، به ایران بازگشت و دیگر گرد سیاست نگشت.
خاطرات رضا خواجه‌نوری از دوران مبارزاتش در مازندران، به نام «تصرف تنکابن به دست مجاهدان مازندران» در سال ۱۳۹۲ در تهران منتشر شده است.